# Viðborðsfjall
Viðborðsfjall är ett berg i republiken Island. Det ligger i regionen Austurland, 300 km öster om huvudstaden Reykjavík. Toppen på Viðborðsfjall är 529 meter över havet, eller 88 meter över den omgivande terrängen. Bredden vid basen är 1,7 km.
Trakten runt Viðborðsfjall är nära nog obefolkad, med mindre än två invånare per kvadratkilometer. Närmaste större samhälle är Höfn, omkring 16 kilometer sydost om Viðborðsfjall. Trakten runt Viðborðsfjall består i huvudsak av gräsmarker.